# Ranger (Dungeons & Dragons)
Nel gioco di ruolo fantasy Dungeons & Dragons, il Ranger è una delle classi base. È tipicamente definito come un solitario vagabondo dei boschi, capace di sopravvivere a lungo nelle terre selvagge. Ottimo osservatore, esperto nella mimetizzazione, in grado di seguire facilmente le tracce e orientarsi nelle foreste, ha buone capacità in combattimento, spesso ottime con armi da tiro e da lancio, anche se, generalmente, più che usare le armi preferisce giocare d'astuzia. Il lavoro tipico di un ranger è la guida, e il suo modo di vivere è strettamente legato al territorio in cui vive. Ai ranger più esperti la natura (o una divinità legata ad essa) concede il dono di manipolare la magia divina. Spesso i ranger vengono paragonati ad Aragorn o a Legolas, personaggi del Signore degli Anelli.
Compagno animaleIl ranger è spesso affiancato da un compagno animale (ad esempio un'aquila, un cane, un cavallo o un lupo), che lo segue come amico (o scagnozzo) e compagno d'avventura.
Nemico presceltoIl ranger è un eccellente cacciatore; può scegliere di impegnarsi a cacciare un proprio nemico giurato, contro il quale guadagnerà bonus derivanti dall'esperienza passata a cacciare queste creature. Il numero di nemici prescelti aumenta progressivamente con il livello.

## Lancio di un incantesimo divino
Il lancio di un incantesimo divino da parte di un ranger è solo il momento finale di un processo che inizia con la meditazione. Durante questa prima fase, il ranger, pregando intensamente, chiede alla propria divinità (o alla natura stessa) di concedergli l'incantesimo richiesto; se la divinità acconsente, l'incantesimo rimane memorizzato nella mente e lanciato parzialmente; nel momento del bisogno, il ranger terminerà il rito e l'incantesimo preparato manifesterà i suoi effetti. Il Ranger sceglie gli incantesimi da una lista esclusiva differente da quella di altri incantatori divini.
La Saggezza è una delle caratteristiche importanti per il Ranger, poiché determina, fra l'altro, il livello di incantesimo massimo a cui può accedere.
PreparazionePer poter lanciare un incantesimo il ranger deve necessariamente, oltre che procurarsi gli eventuali componenti materiali, preparare in anticipo gli incantesimi scelti; per fare questo deve essere riposato (cioè aver fatto almeno 8 ore di riposo) e deve dedicare un po' di tempo (un'ora o meno) alla meditazione, senza che nulla interrompa la sua concentrazione. Il numero massimo di incantesimi giornalieri memorizzabili dipende dal livello del ranger e dal suo punteggio di Saggezza. Una volta che la fase di preparazione è terminata, l'incantesimo rimane memorizzato e pronto per essere lanciato nella mente del ranger finché questi non decide di lanciarlo completando il rituale.
LancioPer completare il lancio di un incantesimo, e quindi provocare gli effetti dello stesso, il ranger deve compiere una precisa sequenza di linguaggio verbale mistico (componente verbale) e gesti complicati (componente somatica), anche se non necessariamente entrambi, uniti, eventualmente, ad alcuni oggetti o sostanze (componente materiale, che viene consumata durante il lancio, e componente focus, che rimane inalterata al termine del lancio, componente focus divina, un oggetto sacro). Per fare questo, il ranger deve essere concentrato; se qualcosa rompe la sua concentrazione, l'incantesimo è perduto. Una volta lanciato, l'incantesimo si cancella definitivamente dalla mente del ranger, che, per poterlo riutilizzare, deve meditare nuovamente.

## Evoluzione
- OD&D [3]: in una pagina pubblicitaria del supplemento Greyhawk si può leggere che il Ranger è una nuova classe base descritta nel numero 2 del magazine di settore The Strategic Review.
- AD&D1ed [4]: il Ranger è presente come sottoclasse del Guerriero, ed è quindi selezionabile dal giocatore come classe per il suo PG se quest'ultimo è un Guerriero di razza umana o mezzelfica di allineamento parzialmente Buono (quindi CB, NB, LB) con un punteggio minimo di 13 in Forza, 13 in Intelligenza, 14 in Saggezza e 14 in Costituzione. Progressivamente, con l'aumento di livello, guadagna alcune capacità speciali: acquisisce la capacità di manipolare limitatamente la magia divina come se fosse un Druido e la magia arcana come se fosse un Mago; può selezionare da una limitata lista una creatura umanoide che diventerà il suo "nemico prescelto" contro il quale guadagna un considerevole bonus al tiro di dado per determinare i danni inflitti in combattimento. Riesce a sorprendere un avversario con facilità e a trovare e seguire le tracce in alcune tipologie di ambienti.
- AD&D2ed [5]: è presente come classe base inserita nel gruppo dei Militari; ha quindi in comune con le altre classi del gruppo la tabella dei punti esperienza, il Dado Vita e la possibilità di utilizzare qualsiasi tipo di arma e di armatura. Per poter accedere alla classe, il personaggio ha le stesse restrizioni nei punteggi di caratteristica e nell'allineamento di AD&D1ed, ma può essere anche di razza elfica. Le capacità speciali del ranger sono cambiate leggermente rispetto a quelle della prima edizione, ed altre si sono aggiunte, alcune limitate dall'indossare come protezione massima un'armatura leggera: può combattere con due armi senza penalità, muoversi silenziosamente e nascondersi nelle ombre (non può più però sorprendere con facilità il nemico). Ad alto livello ha ancora la capacità di lanciare incantesimi divini come un "Sacerdote" (gruppo di classi a cui appartiene il Druido), ma selezionabili solo dalle sfere relative ad animali e piante; non è più in grado di manipolare la magia arcana. Il concetto di nemico prescelto rimane, ma il bonus è ora applicato al tiro per colpire, e il ranger riceve una penalità al morale. Ha la capacità di influenzare il comportamento di un animale e di farsi seguire da un compagno animale. Le uniche combinazioni multiclasse consentite sono, per il mezzelfo: 
  - Chierico/Ranger
  - Druido/Ranger
- D&D3.0 [6]: non vi sono più limitazioni di razza e di allineamento. Un ranger è competente nell'uso di tutte le armi semplici e da guerra, negli scudi e nelle armature leggere e medie, e riceve il talento Seguire Tracce. Quando indossa al massimo un'armatura leggera può combattere come se avesse i talenti Ambidestria e Combattere con due armi. Gli incantesimi divini che può lanciare devono essere selezionati da una lista apposita. Il concetto di nemico prescelto rimane, ma il bonus è ora applicato al tiro per determinare i danni inflitti e alle abilità Ascoltare, Conoscenza delle Terre Selvagge, Osservare, Percepire Inganni e Raggirare (con l'aumento di livello il bonus da applicare aumenta). La capacità di influenzare il comportamento animale viene mantenuta considerando Empatia animale come una abilità di classe.
- D&D3.5 [7]: nella revisione il Ranger ha subito pesanti modifiche. Il Dado Vita è passato da d10 a d8, il numero di punti abilità da assegnare è aumentato e non è più competente nelle armature medie. Fra i privilegi di classe viene aggiunto Empatia Selvatica (prima era l'abilità di classe Empatia Animale); il bonus da applicare per il nemico prescelto aumenta. Oltre al talento Seguire Tracce acquisisce il talento Resistenza fisica. Sono presenti nuovi privilegi di classe che contribuiscono ad aumentare la sua possibilità di eludere gli avversari e schivare al meglio i loro attacchi: può muoversi attraverso la fitta vegetazione e seguire le tracce rilevate senza subire rallentamenti, utilizzare l'abilità Nascondersi anche se in un terreno aperto senza una copertura adeguata e anche se osservato direttamente da un nemico, e può tentare di evitare attacchi (anche magici) che richiedono un TS sui Riflessi affidandosi alla propria agilità (quest'ultimo privilegio però è utilizzabile solo in armatura leggera o meno). Alcuni privilegi di classe ottenibili con l'aumento di livello gli permettono di specializzarsi nell'uso dell'arco o nel combattimento con due armi (entrambi gli stili di combattimento sono soggetti all'uso di un'armatura leggera o di nessuna armatura) dando la possibilità di scegliere una serie di talenti progressivi:
  - Tiro rapido -> Tiro multiplo -> Tiro preciso migliorato
  - Combattere con due armi -> Combattere con due armi migliorato -> Combattere con due armi superiore

## Altre informazioni
Titoli (mai tradotti in italiano) assegnati al Ranger in base al livello (AD&D1ed):
| Livello | Titolo                   |
| ------- | ------------------------ |
| 1       | Runner                   |
| 2       | Strider                  |
| 3       | Scout                    |
| 4       | Courser                  |
| 5       | Tracker                  |
| 6       | Guide                    |
| 7       | Pathfinder               |
| 8       | Ranger                   |
| 9       | Ranger Knight            |
| 10      | Ranger Lord              |
| 11      | Ranger Lord (11th Level) |
| 12      | Ranger Lord (12th Level) |

## Ambientazioni

### Forgotten Realms
Nel Faerûn, la figura del ranger non si discosta molto dal modello classico descritto nel Manuale del Giocatore; la tipologia di ranger però varia da regione a regione. I ranger sono molto diffusi nelle terre selvagge e nelle zone scarsamente civilizzate (soprattutto nel Nord), anche se è molto facile incontrarli nelle grandi città o negli avamposti in cerca di un lavoro. In particolare sono diffusi nella parte nord-ovest del continente, ma scarsamente nell'est e nel sud. Date le loro peculiari abilità, molti ranger sono impiegati nelle organizzazioni segrete, come quella degli Arpisti. Fra le personalità più importanti si ricorda il ranger di razza drow Drizzt Do'Urden e il gruppo d'avventura chiamato i Tre ranger.